# Manuel Lanzarote
Manuel Lanzarote Bruno (Barcellona, 20 gennaio 1984) è un ex calciatore spagnolo, di ruolo centrocampista.

## Carriera

### Club
Dopo due stagioni in seconda serie con il Sabadell, nel 2013 passa all'Espanyol con cui debutta nella Liga.
Dopo il passaggio all'Alavés e un'avventura in Grecia di pochi mesi, con l'Asteras, nel gennaio 2016 torna in patria con il Real Saragozza.

## Statistiche

### Presenze e reti nei club
| Stagione        | Squadra         | Campionato      | Campionato | Campionato | Coppe nazionali | Coppe nazionali | Coppe nazionali | Coppe continentali | Coppe continentali | Coppe continentali | Altre coppe | Altre coppe | Altre coppe | Totale | Totale |
| Stagione        | Squadra         | Comp            | Pres       | Reti       | Comp            | Pres            | Reti            | Comp               | Pres               | Reti               | Comp        | Pres        | Reti        | Pres   | Reti   |
| --------------- | --------------- | --------------- | ---------- | ---------- | --------------- | --------------- | --------------- | ------------------ | ------------------ | ------------------ | ----------- | ----------- | ----------- | ------ | ------ |
| gen.-giu.2021   | Chennaiyin      | ISL             | 5          | 1          | -               | -               | -               | -                  | -                  | -                  | -           | -           | -           | 5      | 1      |
| Totale carriera | Totale carriera | Totale carriera | 5          | 1          |                 | 0               | 0               |                    | -                  | -                  |             | -           | -           | 5      | 1      |